# František Matys
František Matys (27 novembre 1923 – 14 aprile 1986) è stato un calciatore cecoslovacco, di ruolo portiere.

## Biografia
Dopo il ritiro rimase a Hradec Králové impegnandosi nel campo del pattinaggio, specialità praticata dalle sue figlie.

## Carriera

### Club
Nel 1960 fece parte della rosa dello Spartak Hradec Kralove campione di Cecoslovacchia

### Nazionale
Il 30 aprile 1950 avviene il suo debutto in Nazionale: subisce tutte e 5 le reti inflitte dall'Ungheria alla Nazionale cecoslovacca.